# Klippans bruk
Klippans Bruk is een dorp in de in het Zweedse landschap Skåne en de provincie Skåne län. Het heeft een inwoneraantal van 301 en een oppervlakte van 45 hectare. Klippans Bruk ligt aan de rivier de Rönne å en wordt omringd door zowel bos als landbouwgrond. De plaats komt aan zijn naam door de plaats Klippan, dat ongeveer één kilometer ten noorden van het dorp ligt en door en papierfabriek in het dorp (bruk is Zweeds voor fabriek). De papierfabriek is stamt uit 1573 en is hiermee de oudste papierfabriek in de Noordse landen.
Klippan · Ljungbyhed · Östra Ljungby · Stidsvig · Klippans bruk · Krika · Riseberga · Allarp · Skäralid · Källna · Tornsborg · Färingtofta · Bonnarp · Gråmanstorp · Forsby